# Pedostrangalia raggii
Pedostrangalia raggii là một loài bọ cánh cứng trong họ Cerambycidae.